# Hans-Günter Thien
Hans-Günter Thien (* 1947) ist ein deutscher Soziologe, Autor und Verleger. Er lehrte als außerplanmäßiger Professor an der Universität Münster und ist Verleger des Verlags Westfälisches Dampfboot. Er hat den Verlag gemeinsam mit Hanns Wienold gegründet. Bis 2019 gehörte Thien dem Beirat der Zeitschrift PROKLA an. Zu seinen Arbeitsschwerpunkten gehört Klassen-Theorie und die Beschäftigung mit der Arbeiterklasse.

## Schriften (Auswahl)

### Monographien
- Die verlorene Klasse. ArbeiterInnen in Deutschland. 2. korrigierter und erweiterte Auflage, Verlag Westfälisches Dampfboot, Münster 2018, ISBN 978-3-89691-782-9.[4]
- Schule, Staat und Lehrerschaft. Zur historischen Genese bürgerlicher Erziehung in Deutschland und England (1790–1918). Campus-Verlag, Frankfurt am Main/New York 1984, ISBN 978-3-593-33356-4 (zugleich Habilitationsschrift, Universität Münster 1983).
- Klassenlage und Bewusstseinsform der Lehrer im Staatsdienst. Zur Funktion der Lehrer im Reproduktionsprozess der bürgerlichen Gesellschaft. Focus-Verlag, Giessen 1976, ISBN 978-3-920352-94-7 (zugleich Dissertationsschrift, Universität Bremen 1976).

### Herausgeberschaften
- Klassen im Postfordismus. Verlag Westfälisches Dampfboot, Münster 2010, ISBN 978-3-89691-781-2 (3. Auflage, Nachdruck der 2., korrigierten Auflage, 2020).
- Bücher, nichts als Bücher. Verlag Westfälisches Dampfboot, Münster 1994, ISBN 978-3-929586-36-7.
- Herrschaft, Krise, Überleben. Gesellschaft der Bundesrepublik in den achtziger Jahren. Verlag Westfälisches Dampfboot, Münster 1986, ISBN 978-3-924550-19-6.